# Стоя Аттала
Стоя Аттала — стоя (крита доріжка або портик), що знаходиться на Афінській агорі в Греції.  Споруду було побудовано і названо на честь пергамського короля Атталоса II, який правив між 159 та 138 роками до нашої ери. Будівля було реконструйовано в 1952–1956рр. Американською школою класичних досліджень в Афінах, і зараз тут знаходиться Археологічний музей Афінської агори.

## Опис

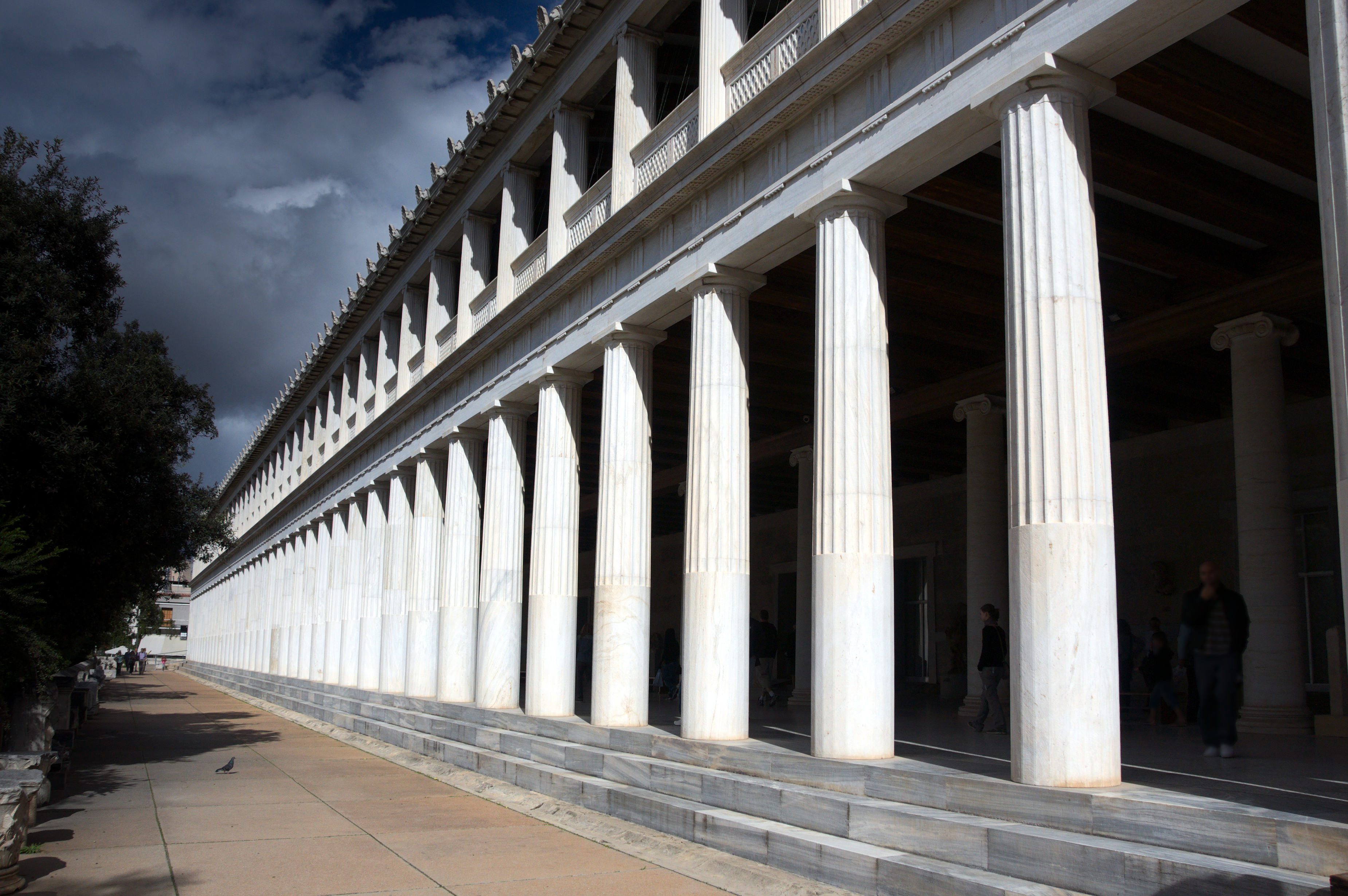
Фасад будівлі

Стоя була більшою за інші типові для епохи еллінізму будівлі, відрізнялася значною кількістю різних деталей та мала два поверхи, а не один, як зазвичай. Площа цієї колонади — 115 на 20 мр, збудовано її із пентелійського мармуру та вапняку. У будівлі вміло використано різні архітектурні ордери. Доричний ордер наявний зовні колонади на першому поверсі та іонічний — всередині колонади. Ця комбінація використовувалася з класичного періоду, а в елліністичні часи також була досить поширеною. На кожному поверсі знаходилося два проходи та двадцять одна кімната, які освітлювалися і вентилювалися через дверні прорізи і маленькі вікна, розташовані на задній стіні. З обох кінців Стої були сходи, що вели на другий поверх.
Будівля схожа за своєю конструкцією на стою, яку брат Аттала Евмен II спорудив на південному схилі Акрополя поруч з театром Діоніса. Основна відмінність полягає в тому, що стоя Евмена була більшою за розмірами та відрізнялася значною кількістю кімнат, які слугували магазинами. В цілому такі просторі колонади використовували як критий променад.

## Історія

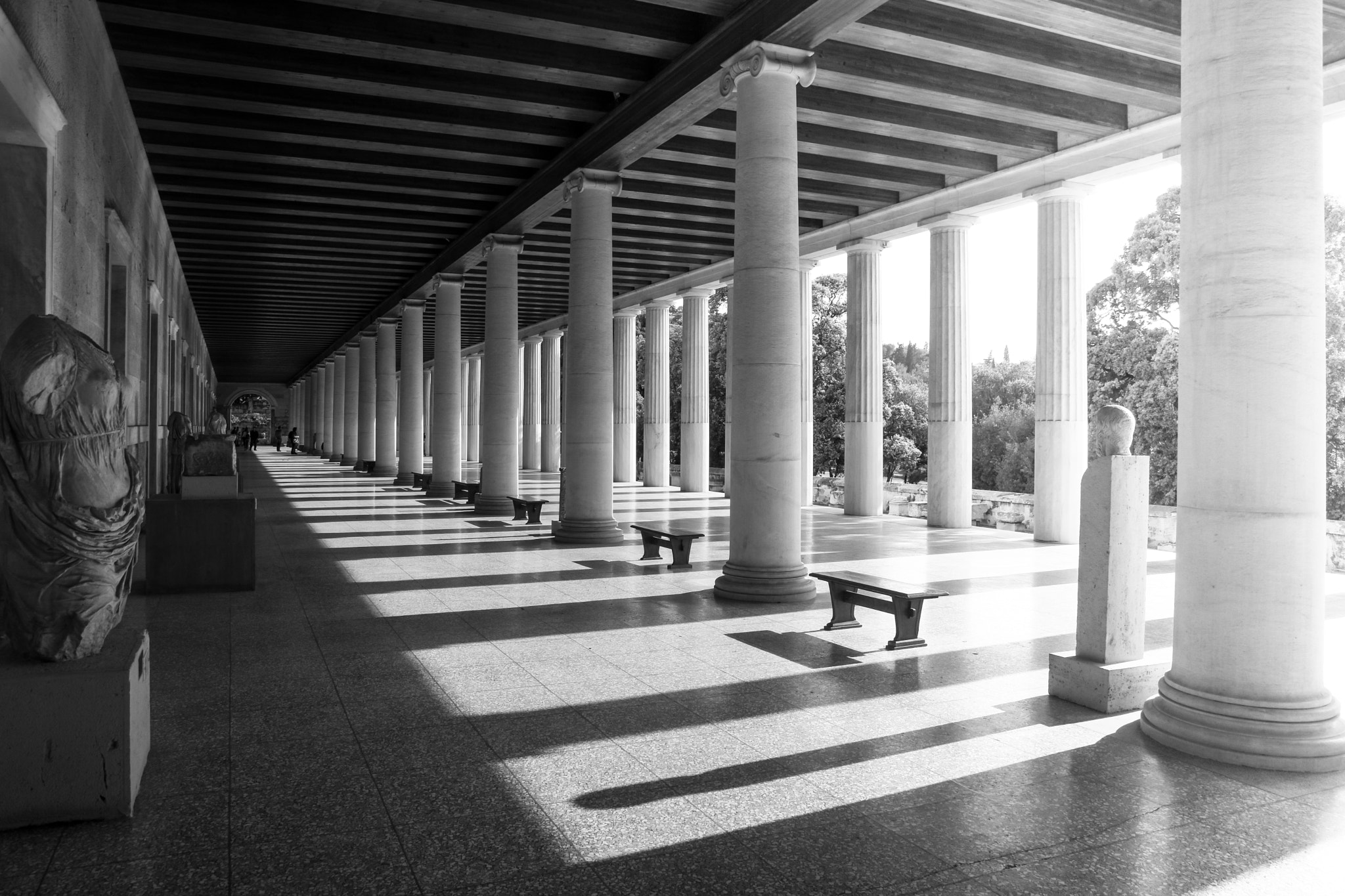
Всередині Стої Аттала

Посвятний напис, вигравіруваний на архітраві засвідчує, що будівля споруджена Атталом II, який був правителем Пергаму. Стоя була подарунком Афінам за освіту, яку Атталос отримав там під керівництвом філософа Карнеада. Його старший брат і батько раніше також зробили значні подарунки місту. Будівля була споруджена на східній частині Агори (ринкової площі Афін) і використовувалася приблизно з 150 року до нашої ери для різних цілей. Але в 267 році нашої ери Герули підпалили будівлю всередині. Руїни стали частиною фортифікаційної стіни, через що їх було легко побачити і в наш час. Між 1859–1862 та 1898–1902 роками руїни Стої були ідентифіковані та приведені до ладу Грецьким археологічним товариством. Їхню справу завершила Американська школа класичних досліджень під час проведення археологічних розкопок Агори, які розпочалися в травні 1931 року під керівництвом Т. Леслі Шира.
У 1948 році Гомер Томпсон (був керівником археологічних розкопок Агори в 1946–1967 роках), запропонував реконструювати Стою Аттала, щоб вона слугувала музеєм для розміщення археологічних знахідок. Стоя була відповідного розміру, і залишилося достатньо архітектурних елементів, які допомогли б у створенні точної реконструкції. Зокрема, залишилася частина будівлі з північного боку, це дозволило інженерам переконатися, що реконструйована будівля матиме таку ж саму висоту, що й оригінальна. Його пропозицію було прийнято, і тому в червні 1953 року Ворд Мерфі Канадей (президент Опікунської ради Американської школи класичних досліджень з 1949 по 1964 роки) дав дозвіл на початок роботи, а в січні 1954 року було офіційно затверджено план зміни ландшафтного дизайну.
Фінансована за рахунок внесків американських спонсорів (включаючи фінансовий внесок у розмірі 1 мільйона доларів США від Джона Д. Рокфеллера-молодшого ), реконструкція Стої була проведена під загальним наглядом Департаменту реставрації стародавніх та історичних пам'яток Міністерства освіти, керівником якого був Анастасіос Орландос. Плани намалював архітектор Джон Травлос, а реконструкцією керувала нью-йоркська архітектурна фірма W. Stuart Thompson & Phelps Barnum. Інженером-консультантом був грецький інженер-будівельник Георг Біріс.
Будівлю було реконструйовано на оригінальних фундаментах, але для того, щоб справді перетворити її на музей, було внесено деякі зміни до підвального приміщення, змінено розміри вікон і розташування дверей, а деякі внутрішні стіни було знесено. Проте зберегти оригінальну структуру намагалися настільки, наскільки це було можливо. Зокрема, вдалося зберегти в оригінальному стані частину з північного боку, частину південної стіни,  деякі приміщення та частину зовнішніх сходів. Стіни побудували з вапняку з міста Пірея, тоді як для внутрішньої обробки, фасаду та  колон використовували пентелійський мармур з гори Пентелікус, а черепиця була із глини з Аттики. Працювало 150 робітників, у тому числі 50 майстрів-мулярів, 20 теслярів, 5 сталеварів. За винятком реконструкції Панафінейського стадіону в 1895–1896 роках, перебудова Стої Атталоса була наймасштабнішою реконструкцією окремої стародавньої будівлі, здійсненої в Афінах на той час. Така реконструкція дуже важлива при дослідженні стародавніх пам’яток, оскільки створили копію оригінальної будівлі настільки точно, наскільки це було можливо в межах археологічних знань. 
Стоа була офіційно освячена 3 вересня 1956 року на заході, на якому були присутні члени королівської родини, архієпископ Афін, різні політики та представники громадськості.
У 1957 році грецька держава взяла на себе відповідальність за адміністрування, безпеку музею та місця археологічних розкопок.
Церемонія підписання Договору 2003 року про приєднання 10 країн – Кіпру, Чехії, Естонії, Латвії, Литви, Угорщини, Мальти, Польщі, Словаччини та Словенії — до Європейського Союзу відбулася в Стої Атталоса 16 квітня 2003 р.
Міністерство культури Греції здійснило подальші ремонтні роботи у 2003–2004 роках.
Другий поверх будівлі був відремонтований і знову відкритий у 2012 році-

## Музей стародавньої агори
У Стої Атталоса знаходиться Музей стародавньої агори. Його експонати здебільшого пов'язані з афінською демократією. Колекція музею включає глиняні, бронзові та скляні предмети, скульптури, монети та написи VII–V століття до нашої ери, а також кераміку візантійського періоду та турецького завоювання.

## Галерея

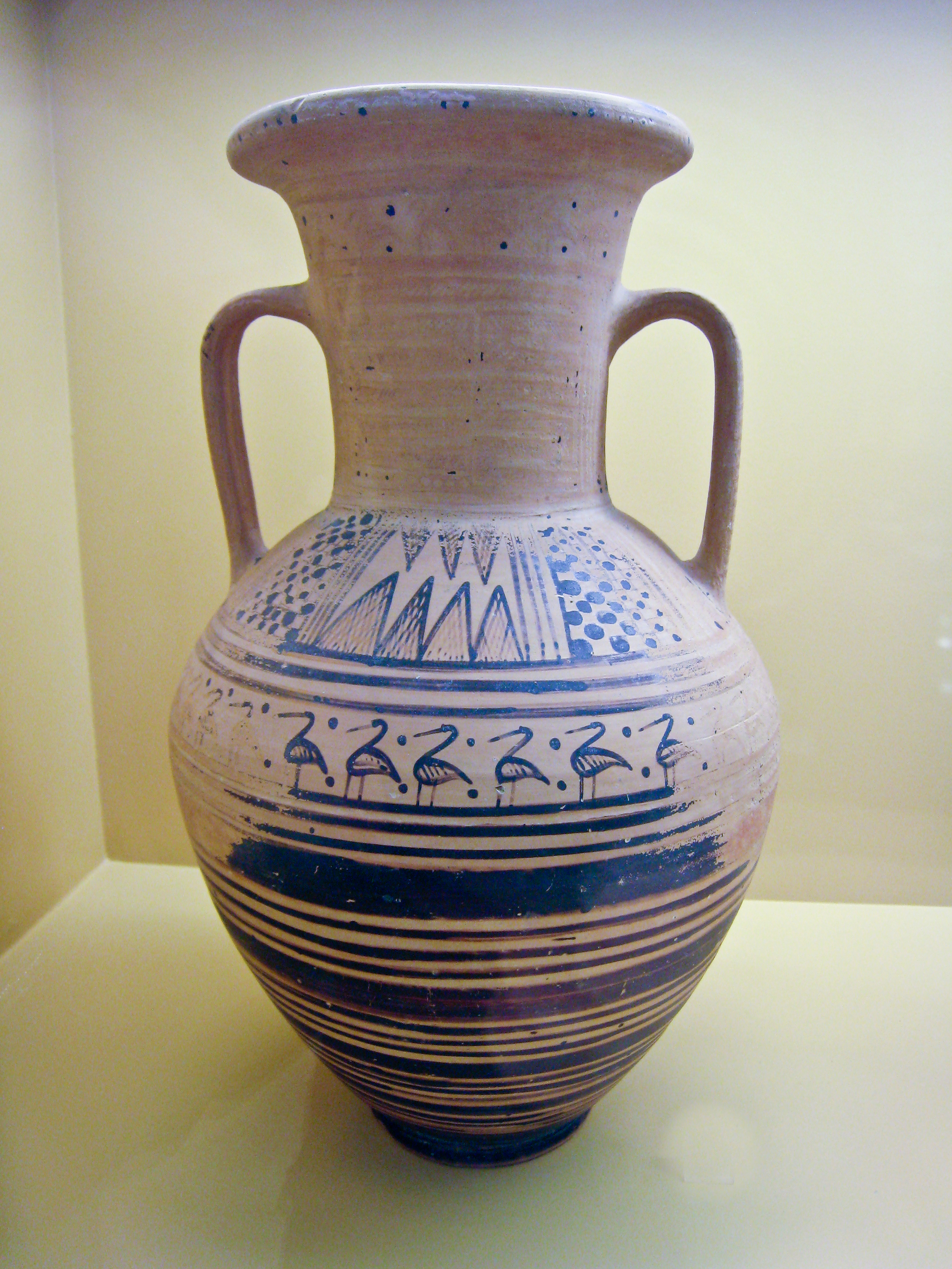
Амфора з процесією птахів. Геометричний період, 750–725 рр. до н
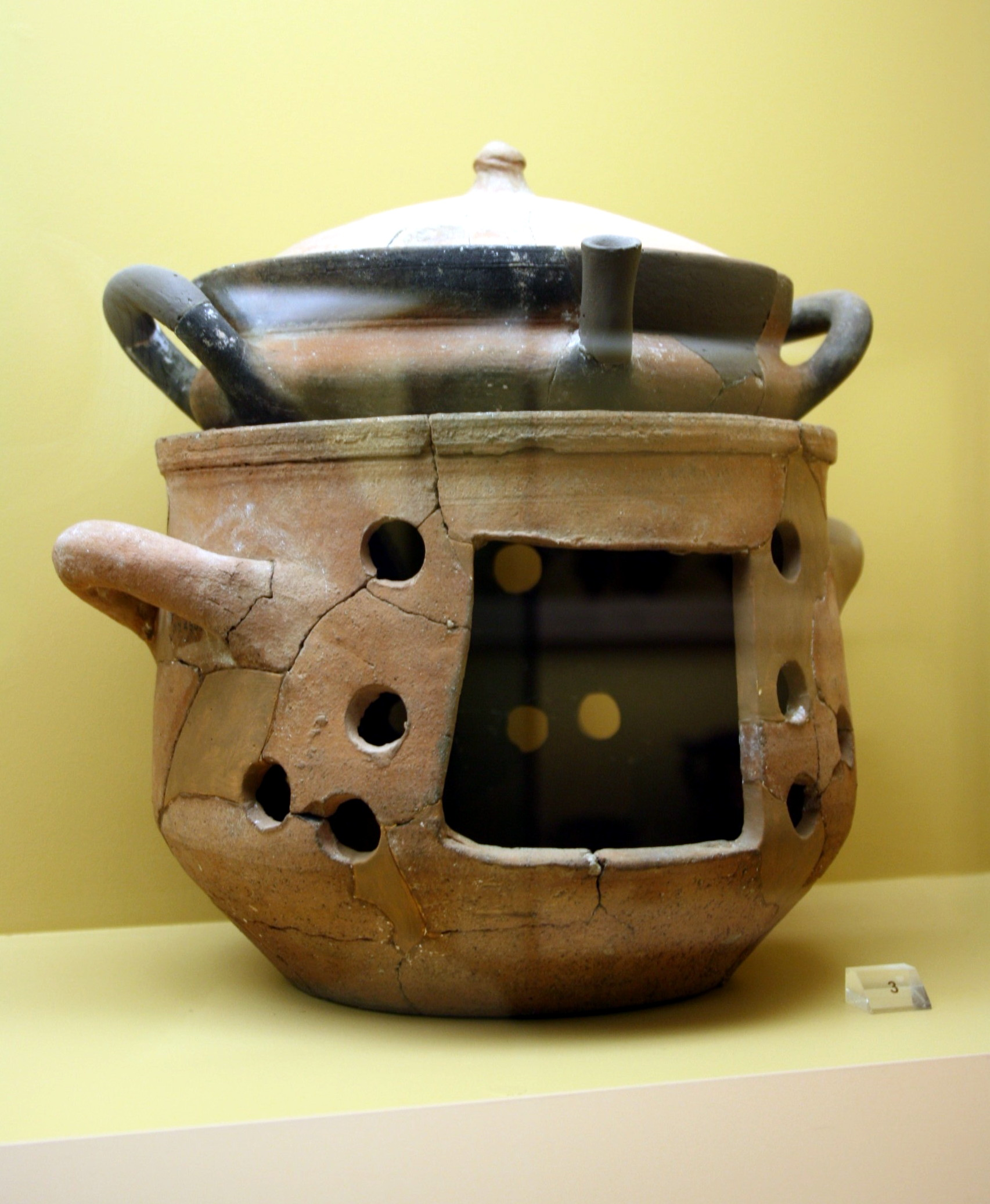
Каструля та жаровня (VI/IV ст. до н. е.)
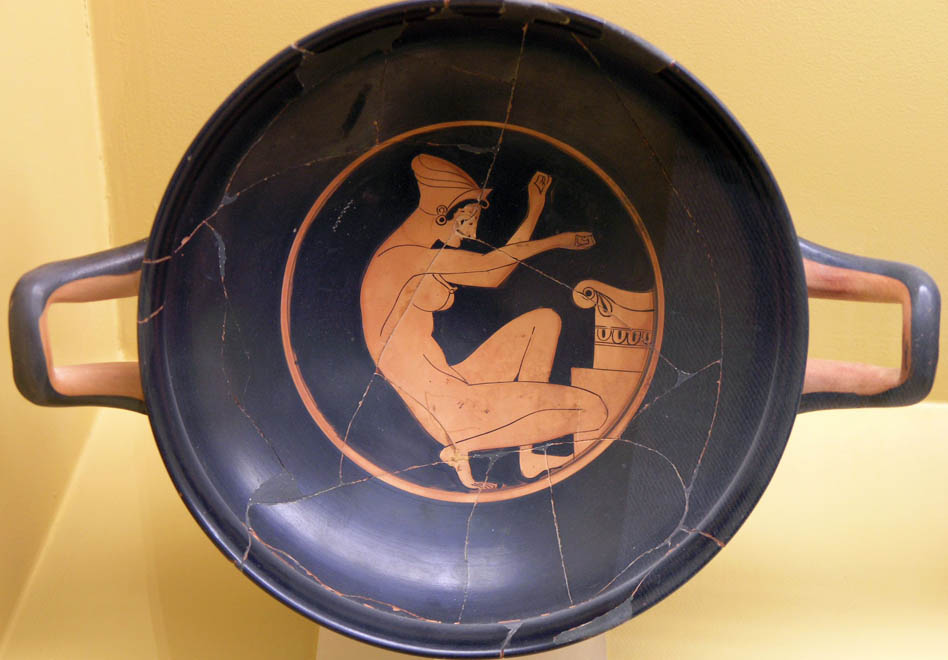
Жінка на колінах перед вівтарем. Атичний червонофігурний кілік, V до н.е
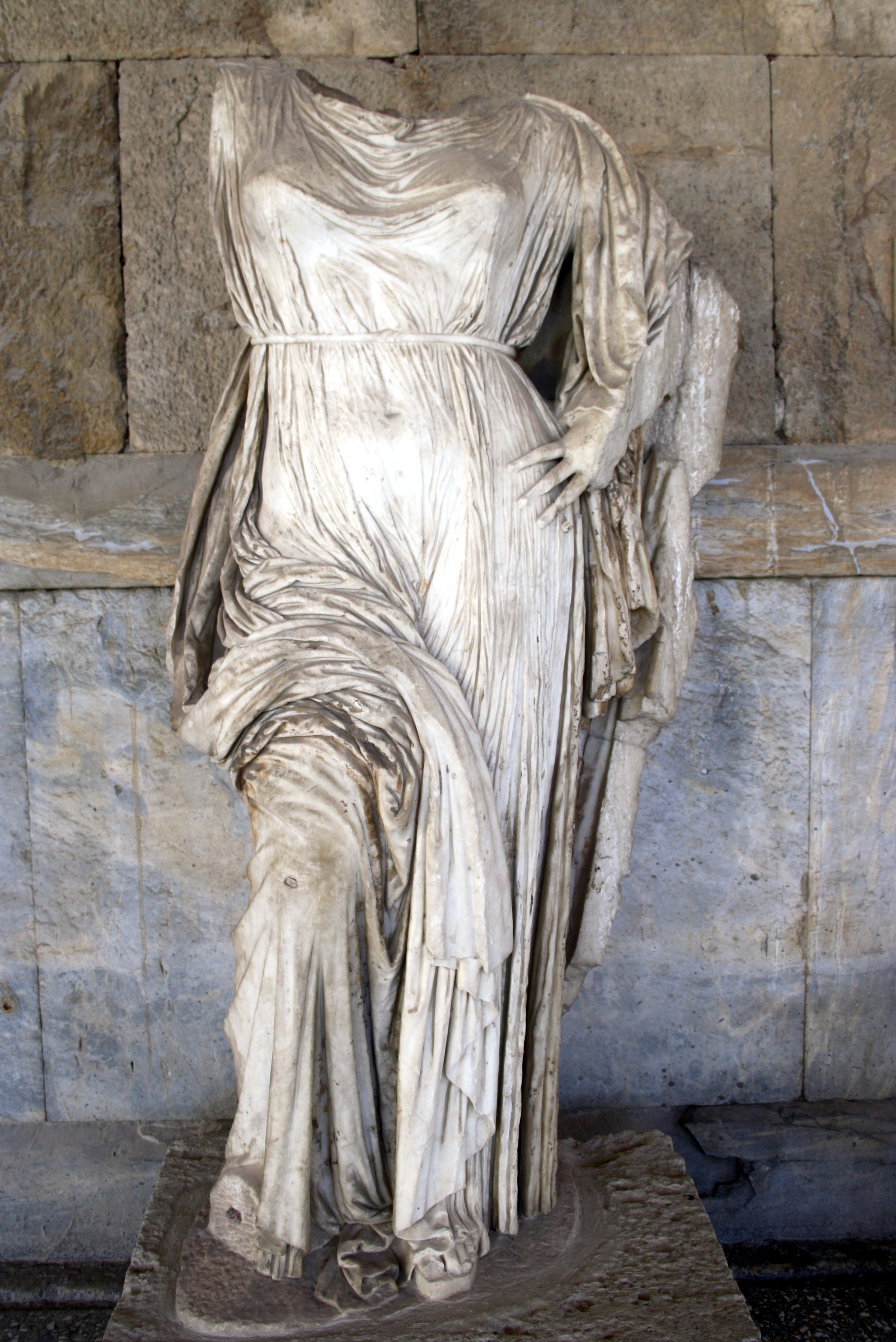
Статуя богині, ймовірно Афродіти (поч. IV ст. до н. е.)
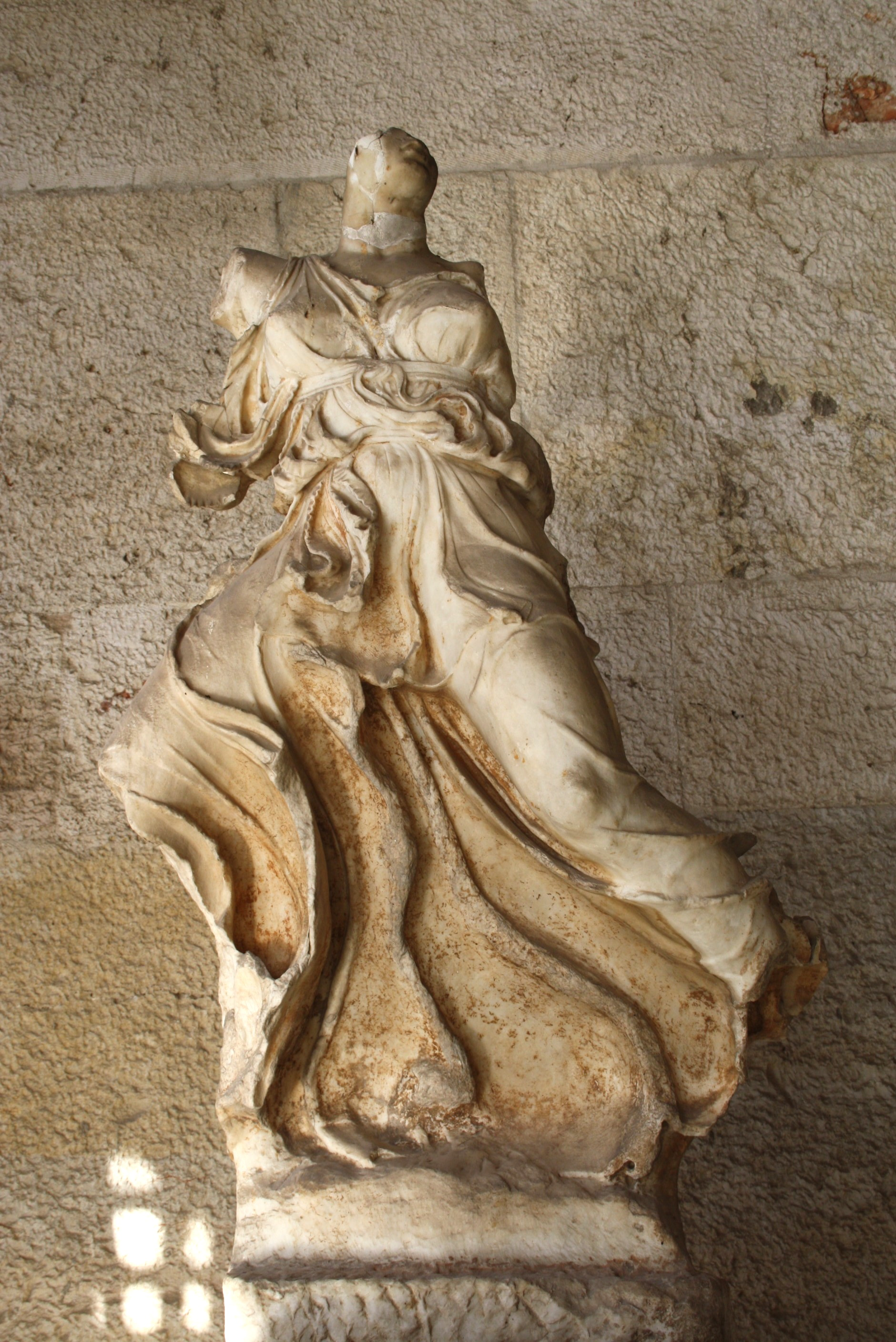
Акротеріальна статуя крилатої Ніки, що летить праворуч (IV ст. до н. е.)
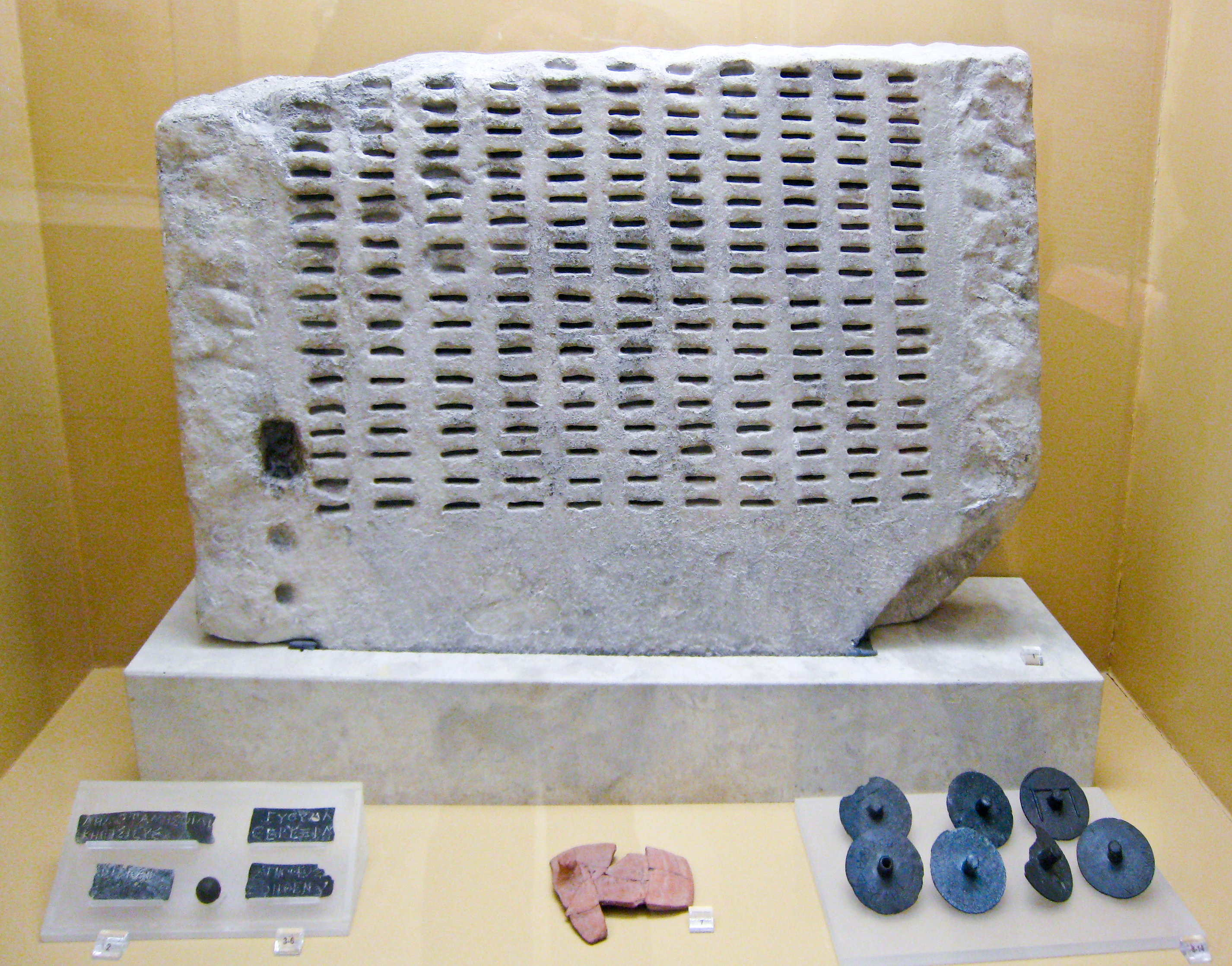
Клеротеріон використовувався для системи відбору присяжних в Афінах
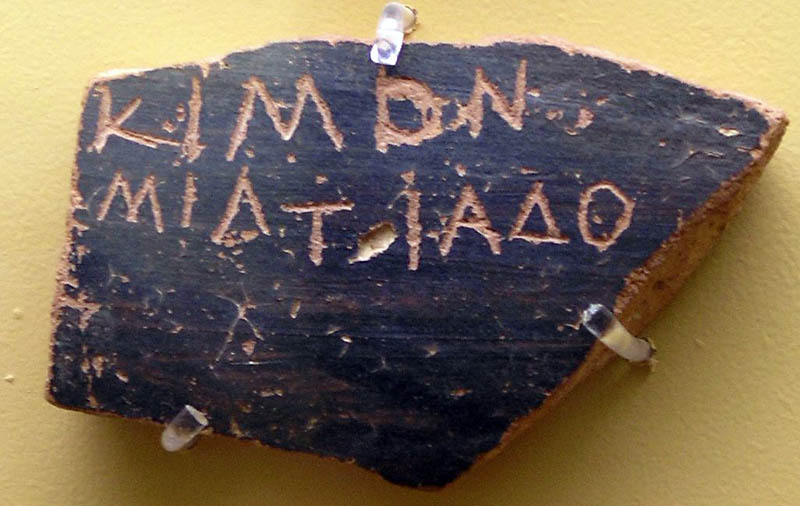
Остракон, що носить ім'я Кімон
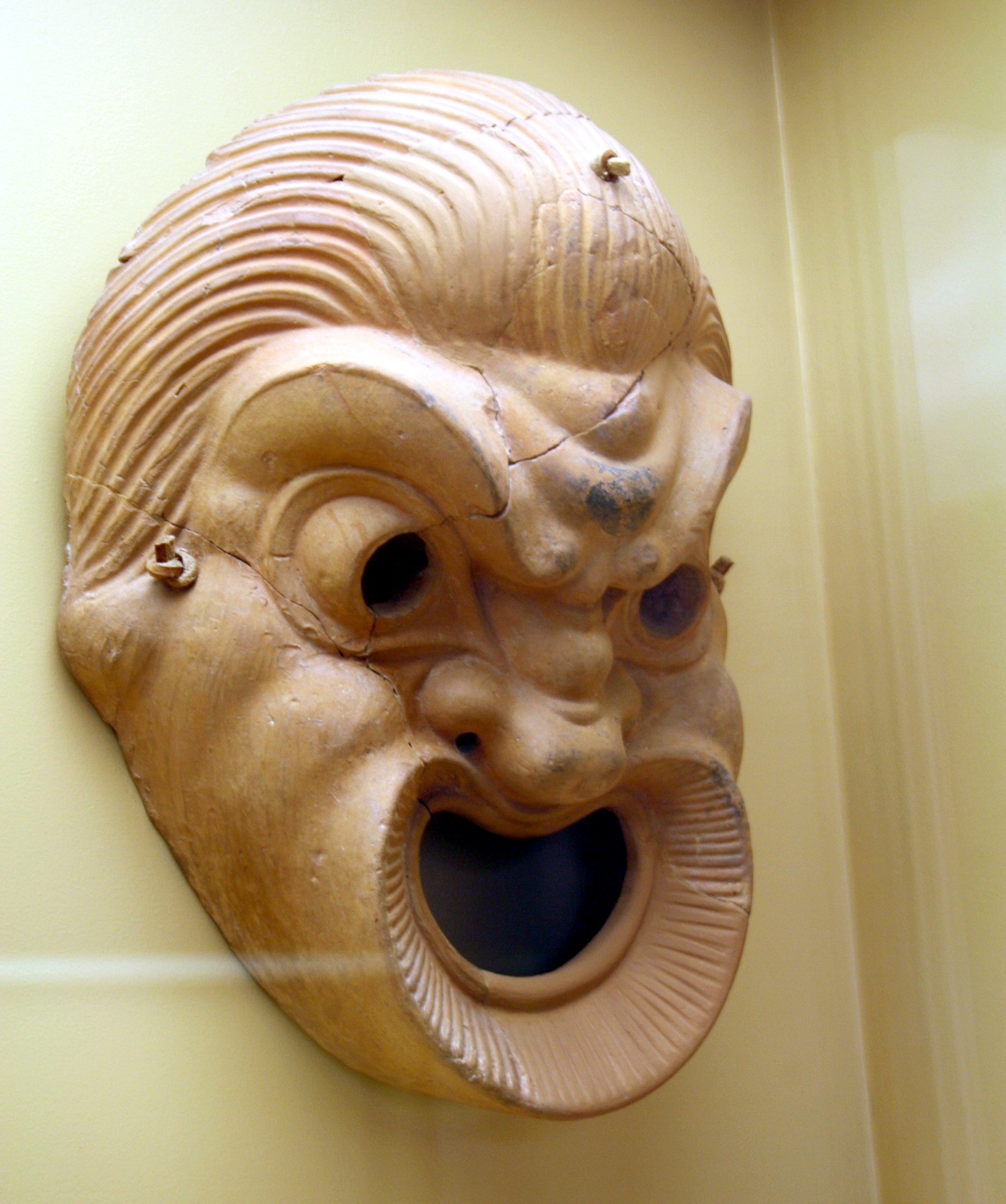
Театральна маска, що датується IV/V століттям до нашої ери
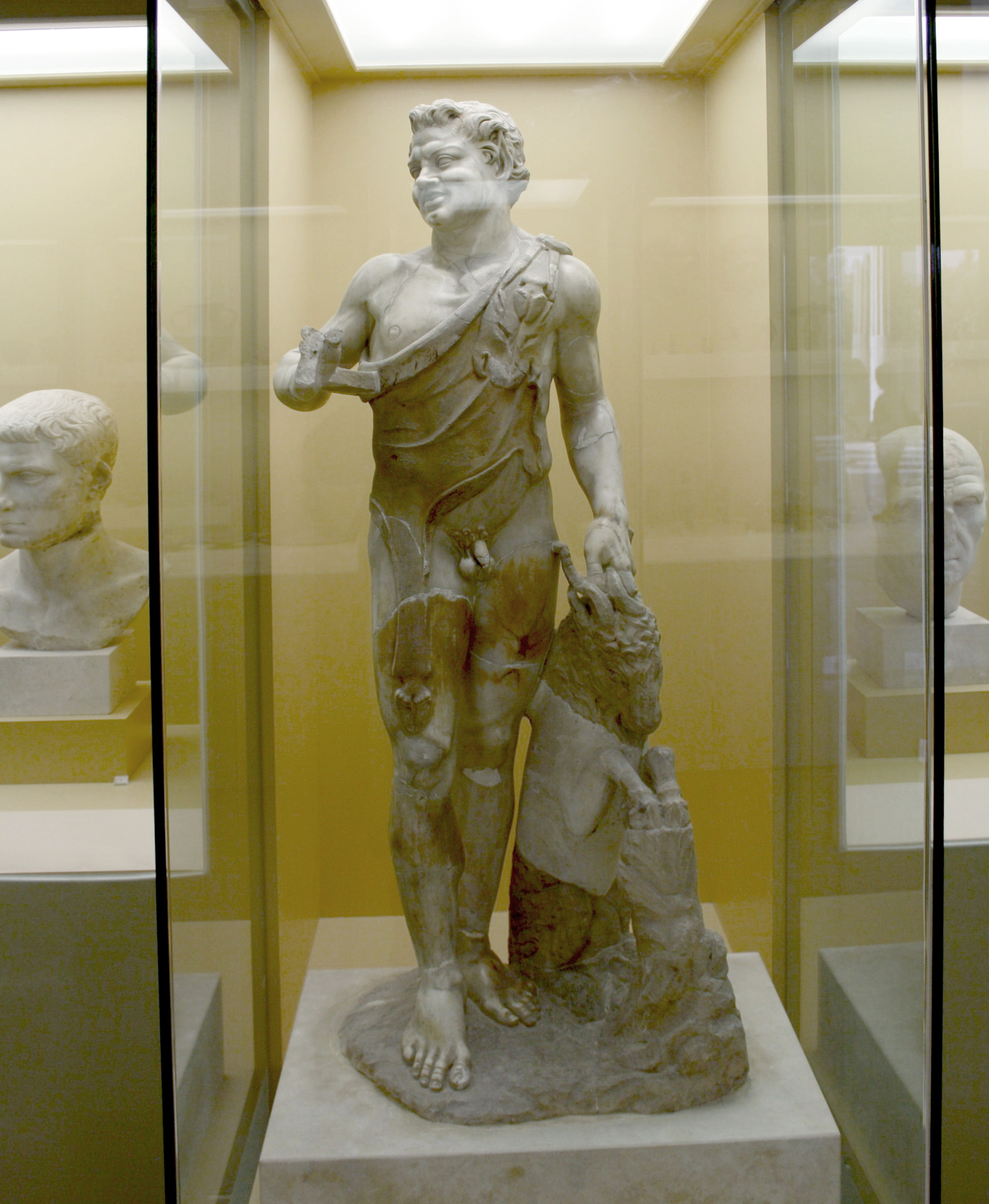
Статуетка сатира
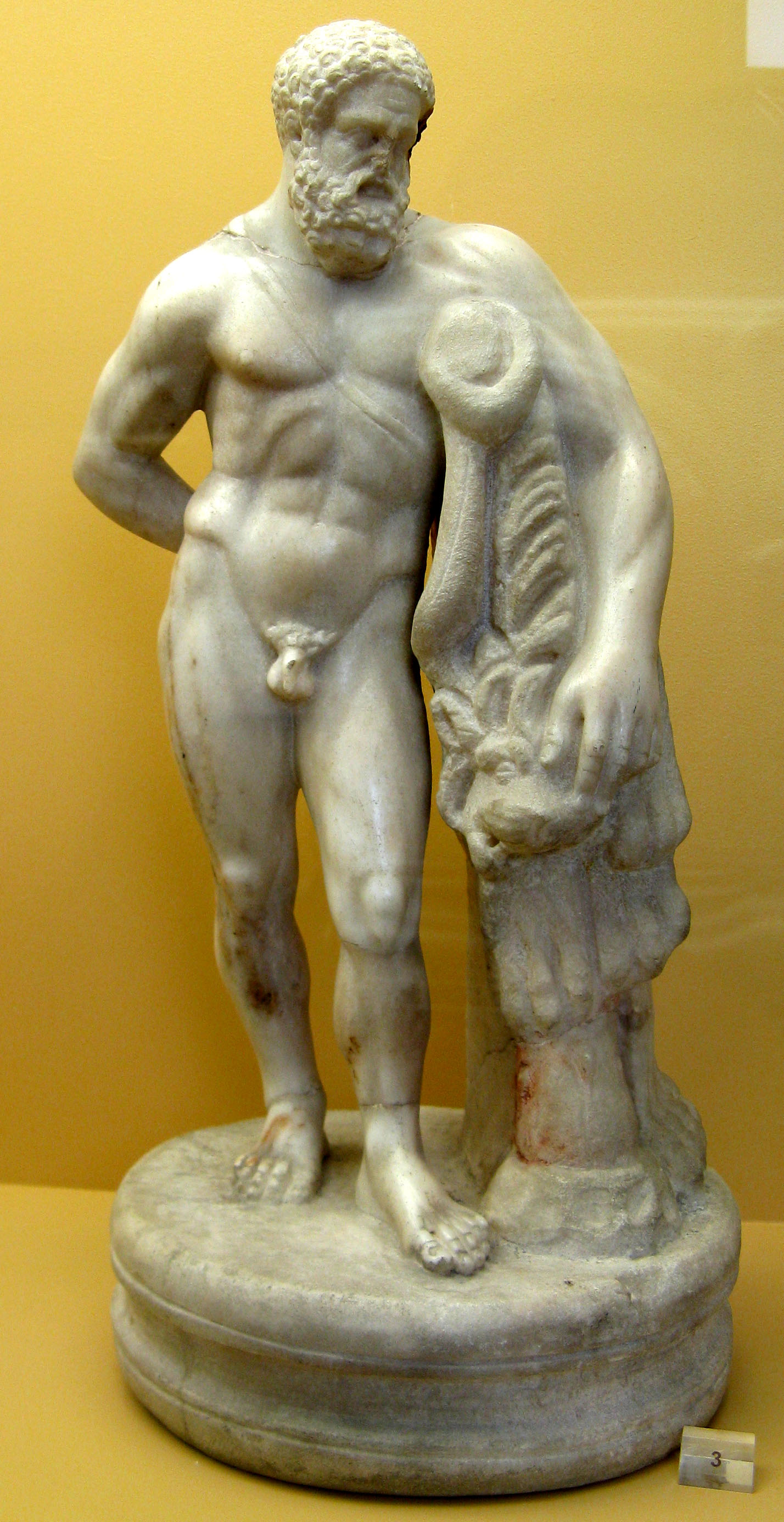
Статуетка Фарнезе Геркулес
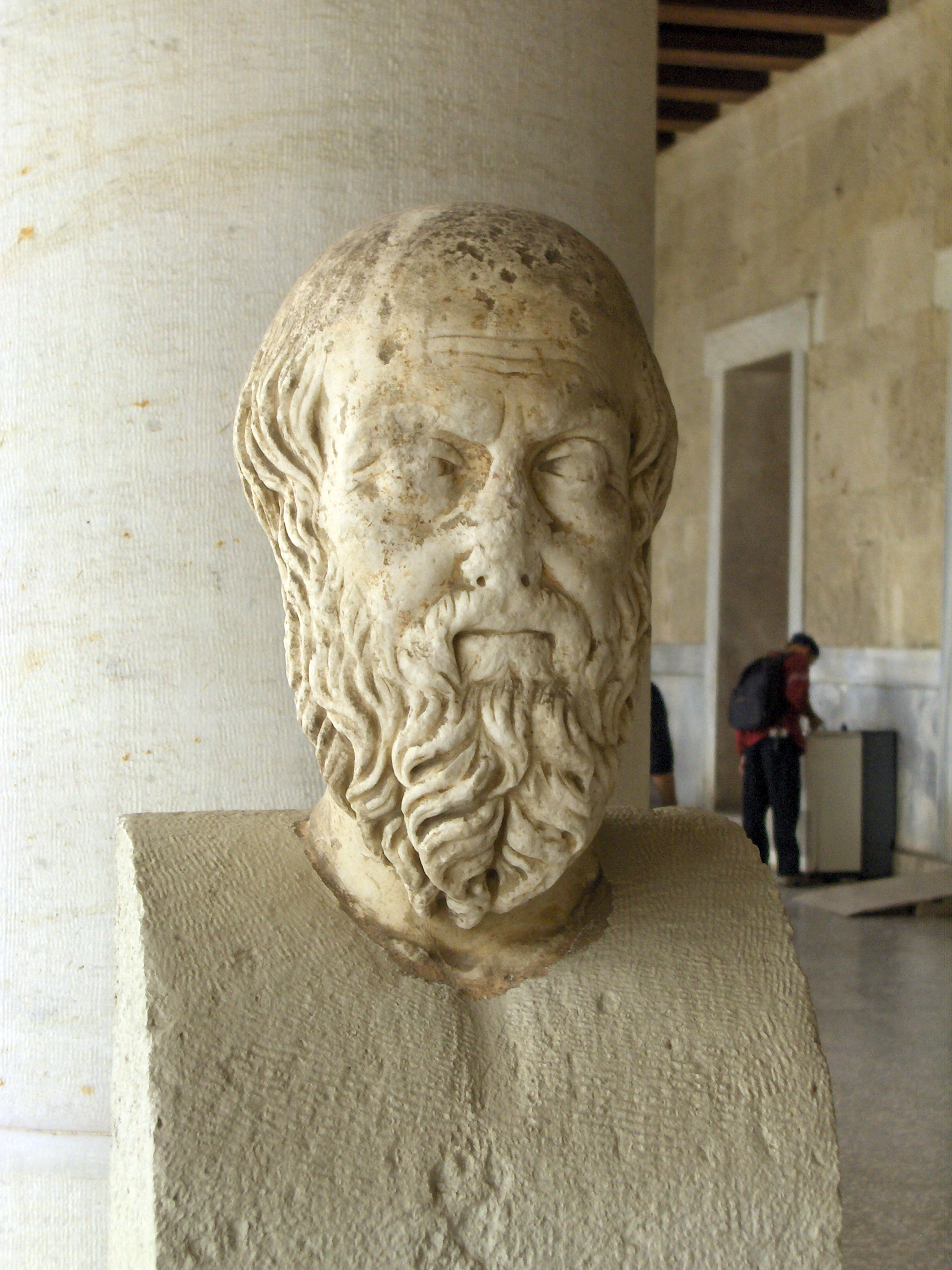
Бюст Геродота (II ст. н. е.)
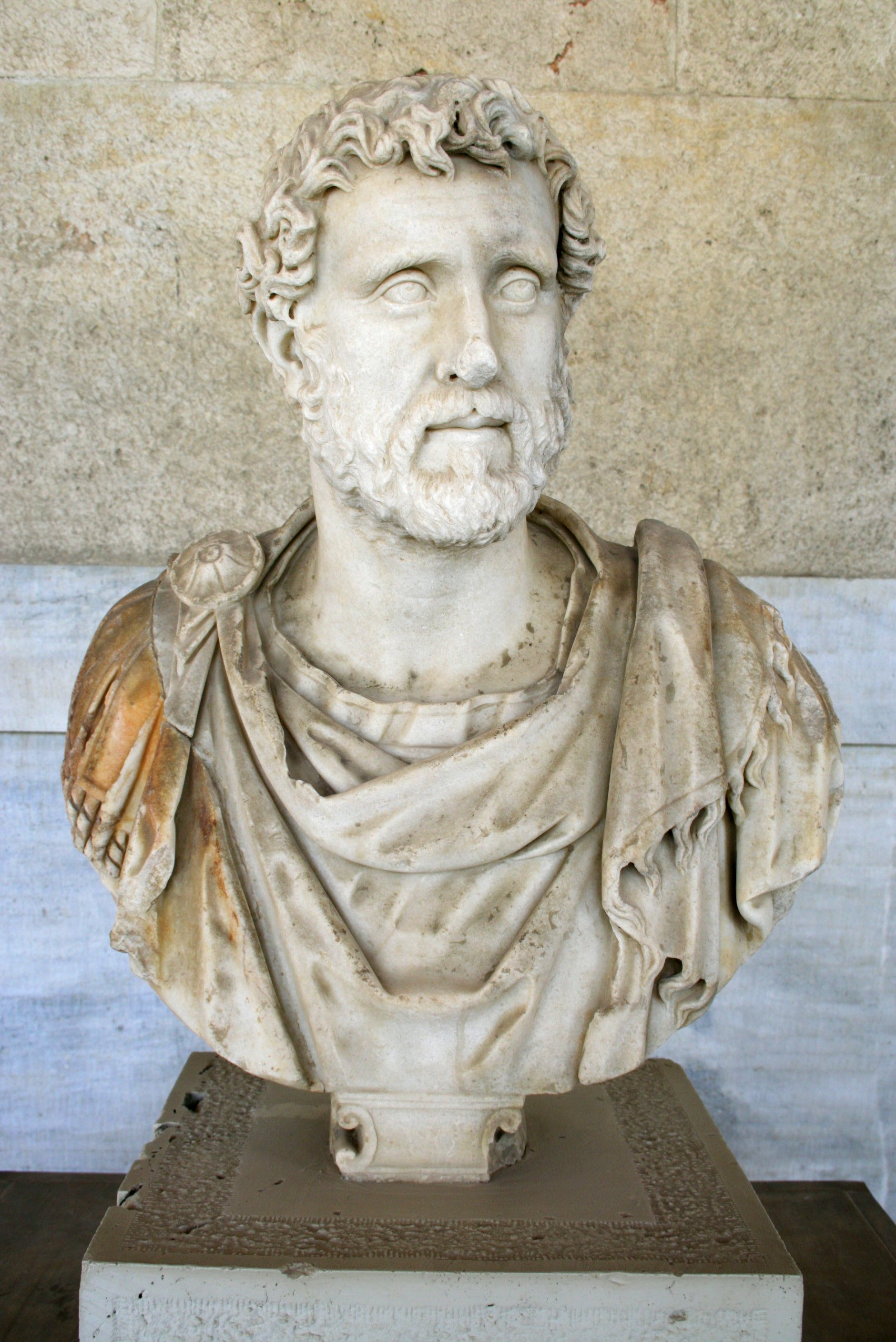
Бюст римського імператора Антоніна Пія
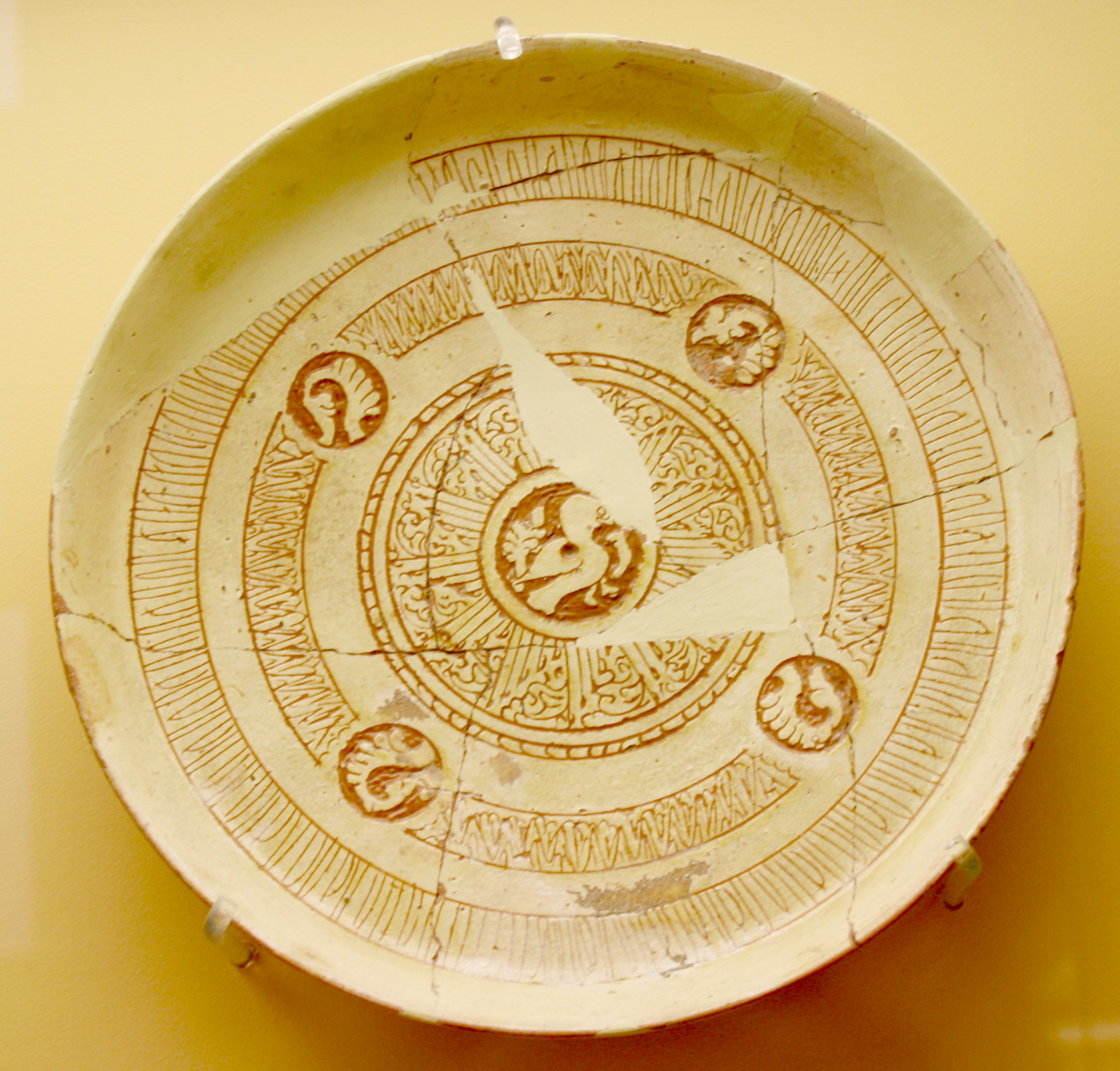
Візантійська плита (XII століття)

## Додаткова інформація
- Camp, John McK.; Mauzy, Craig A. (2010). The Athenian Agora: Site Guide. Athens: American School of Classical Studies at Athens. ISBN 978-0-8766-1657-4.
- Coulton, J. J. (1976). The Architectural Development of the Greek Stoa. Oxford: Clarendon Press. ISBN 978-0-1981-3215-8.
- Lauter, H. (1986). Die Architektur des Hellenismus (нім.). Wissenschaftliche Buchgesellschaft: Darmstadt. с. 113–132. ISBN 3-534-09401-8.
- Saraga, Nicoletta (2004). Museum of Ancient Agora of Athens. Brief History and Tour. Athens: Hellenic Ministry of Culture.
- Thompson, Homer A. (1992). The Stoa of Attalos II in Athens. Athens/Princeton: American School of Classical Studies at Athens. ISBN 978-0-87661-634-5.